# Polderdistrict Wageningen en Bennekom
Het polderdistrict Wageningen en Bennekom was een waterschap dat op 1 januari 1949 opging in het nieuwe waterschap Wageningen en Ede.
In Wageningen bevindt zich het Dijkstoelhuis, waar de dijkstoel zitting had. De dijkstoel was voorzitter van de organisatie "Collegien der Exonererende Landen", waarin waterschappen van de zuidelijke Geldersche Vallei samenwerkten. Het district omvatte 23 polders, opgedeeld in drie groepen. Ten zuiden van het Nieuwe kanaal de Nudepolders, daarboven de Wageningse polders en ten noorden de Bennekomse polders.
De acht Nudepolders zijn achtereenvolgens genoemd:
1. de Hoeveslagen[2]
2. de Pasmaten[2]
3. de Ungels[2]
4. de Heymaten[2]
5. de Haar
6. de Ossekampen
7. en 8 samen de Nieuwlanden.

De polders van Wageningen heten:
1. de Veenkampen
2. het Slag
3. de Voorburgten (noordelijk deel) en de Oorden (zuidelijk deel)
4. de Haverlanden (noord) en de Maten (zuid)
5. de Bornse Weilanden (noord) en de Hoeven (zuid)
6. heeft als geheel geen naam, maar omvat onder meer Droevendaal en de Roghorst
7. de Bovenbuurtse Weilanden
8. de exclave Oud-Wageningen

De zeven polders onder Bennekom hadden geen naam.
Lubbert Adolph Torck was dijkgraaf van 1736 tot aan zijn dood in 1758.